# Barcellona (Ghali)
Barcellona è un singolo del rapper italiano Ghali, pubblicato l'11 settembre 2020 come quarto estratto dal secondo album in studio DNA.

## Descrizione
Si tratta di uno dei brani più pop dell'album e parla della storia d'amore del rapper con la top model Mariacarla Boscono, oltre a descrivere lo sguardo del mondo esterno sulla coppia.
Il brano è stato presentato per la prima volta dal vivo il 30 ottobre 2020, durante l'apparizione di Ghali al talent show X Factor.

## Video musicale
Il video, pubblicato il 9 ottobre 2020 attraverso il canale YouTube del rapper, è stato diretto da Giulio Rosati e girato presso il Museo nazionale del Risorgimento italiano di Torino.

## Formazione
- Ghali – voce
- Canova – produzione
- Mace – produzione, produzione artistica
- Venerus – produzione, coproduzione artistica
- Alessio Buso – registrazione
- Gigi Barocco – missaggio, mastering

## Classifiche
| Classifica (2020) | Posizione massima |
| ----------------- | ----------------- |
| Italia            | 23                |